# لواء الشونة الجنوبية
لواء الشونة الجنوبية لواء يقع في محافظة البلقاء في الأردن. يتبع اللواء لمحاظفة محافظة البلقاء التي تضم 5 ألوية. يقدر عدد سكانه بـ 49417 نسمة حسب إحصاء 2015.

## الوصلات الخارجية
- دائرة الاحصاءات العامة